# Didymodon ferrugineus
Didymodon ferrugineus (Zurückgekrümmtes Doppelzahnmoos) ist eine Laubmoos-Art aus der Familie Pottiaceae. Ein häufiges Synonym ist Barbula reflexa (Brid.) Brid.

## Merkmale
Das Moos bildet lockere, braungrüne bis oft rotbraune Rasen. Die wenig verzweigten Stämmchen sind bis etwa 3 Zentimeter groß und weisen im Querschnitt einen Zentralstrang auf. Die Blätter sind bis 2 Millimeter lang, aus eiförmiger Basis allmählich zugespitzt, ganzrandig und gekielt, mit kräftiger, bis in die Blattspitze reichender Rippe. Im feuchten Zustand sind die Blätter stark sichelförmig zurückgekrümmt. Die Blattränder sind in der unteren Blatthälfte zurückgebogen. Die Blattzellen sind dickwandig, im oberen Blattteil rundlich quadratisch und papillös, am Blattgrund quadratisch bis kurz rechteckig. Die Oberseite der Rippe weist schmale, verlängerte Zellen auf.
Die diözische Art fruchtet sehr selten. Die rote Seta ist um 1 Zentimeter lang, die länglich eiförmige bis zylindrische, aufrechte Kapsel besitzt 16 fadenförmige und gewundene Peristomzähne, der Deckel ist lang geschnäbelt, die Sporen sind glatt und 7 bis 10 µm groß.

## Verbreitung und Standortansprüche
Didymodon ferrugineus kommt neben Europa in Teilen Asiens, in Nord- und Mittelamerika und in Nordafrika vor. In Mitteleuropa ist das Moos in den Kalkgebieten der Gebirge ziemlich verbreitet, in den Alpen steigt es bis in die alpine Höhenstufe. Es wächst auf steinigen Böden, auf Felsen und Mauern an lichten bis halbschattigen, frischen bis feuchten Standorten.